# 開心樹朋友
《開心樹朋友》又称《快乐树朋友》（英文：Happy Tree Friends），是由美國Mondo Media製作的成人卡通。

## 簡介
此卡通系列，是一部充滿黑色幽默的喜劇。創立者有肯恩·納瓦羅、Warren Graff、Aubrey Ankrum、Rhode Montijo等人。
在本作的官方網頁上，寫道「不適合小孩與大寶寶」（Not recommended for small children and big babies）。和卡通人物的可愛造型完全不相稱的是，全劇充滿了極端的暴力內容。全套卡通充滿血腥，每一集幾乎都是用非常殘忍或「創新」的手法將該集大量角色殺死。不是大量噴血就是爆出內臟等重度獵奇畫面。
開心樹友中的死亡畫面和《癢癢鼠與抓抓貓》（The Itchy and Scratchy Show，在辛普森家庭裡虛構的節目）比起來，本作顯得更直接。
每一集全長約1~5分鐘，由一個或多個角色主演。在本篇上共有22個角色，全部都是畫得頗可愛的小動物。以日常生活或者笑話開始，接著發展成大慘劇的劇情非常常見。全套卡通基本上沒有對白，但仍會有配上一些角色們的嘆氣聲和慘叫聲。很顯然唯一能理解的語言就是它們的反應。
卡通最後通常附帶一條人生哲理名言，通常與該篇主角有關。
開心樹朋友是當Rhode Montijo在一張紙上畫一隻有點像卡多的黃兔子，並在底下寫著一行字：「抵抗無用（Resistance Is Futile）」時構想出來的。

## 角色列表
- Cub（庫柏）：小熊，Pop的兒子。
- Cuddles（卡多）：兔子，四大主角之一，性格天真可愛，友善淘氣。和Toothy為好朋友。
- Cro-Marmot：被冰凍的原始土撥鼠。
- Disco Bear（迪斯可熊）：十分喜歡跳Disco的熊，經常搭訕Giggles和Petunia。
- Flaky（芙萊姬）：豪豬，性格害羞膽小。
- Flippy（菲利浦）：熊，善良且善於交際，溫柔也不懦弱。但有戰爭創傷後遺症，一回想起戰爭就會暴走，進入Fliqpy狀態。
- Giggles（琪多）：金花鼠，四大主角之一，性格溫柔謹慎，有點害羞。和Petunia是好朋友。
- Handy（漢迪）：海狸，一個沒有雙手的工匠。
- Lammy（藍米）：有著精神分裂症的紫色小羊。
- Lifty（利弗提）：浣熊，時常和哥哥Shifty一同偷東西。
- Lumpy（藍比）：麋鹿，四大主角之一，長著錯位的眼睛和扭曲的鹿角，性格友善，但十分弱智，因此經常造成其他角色死亡。
- Mime（麥姆）：鹿，啞劇演員，其手語活動很難被其他夥伴理解。
- The Mole（摩爾）：鼴鼠，帶著墨鏡的瞎子，但時常做盲人不做的事（閱讀、駕車、攝影等等）。
- Mr. Pickels：黃瓜。Lammy的好友，喜歡殺掉除Lammy以外的夥伴。
- Nutty（那提）：愛吃糖的松鼠。精神高度亢奮，總是抽搐或發笑。
- Petunia（潘圖妮亞）：臭鼬，有著嚴重潔癖和強迫症。和Giggles是好朋友。
- Pop（帕布）：熊，Cub的父親。非常疼愛Cub，但時常因為照顧疏失而導致Cub死亡。
- Russell（羅素）：海獺，缺了單手及雙腳的海盜。
- Shifty（史弗提）：浣熊，Lifty的哥哥。
- Sniffles（史尼佛斯）：食蟻獸，非常聰明，熱愛研究科學。
- Splendid：飛鼠，富有正義感，每當聽到別人的求助時就會火速前來救援，但總是陰差陽錯的殺掉本應該救援的人，然後假裝無事發生逃走。
- Toothy（托迪）：海狸，四大主角之一，有著大板牙，和Cuddles是好朋友。
- Truffles：野豬，由於在粉絲投選活動中落選，因此在登場時僅數秒鐘的時間。

## 外部連結
- Happy Tree Friends at Mondo Media （页面存档备份，存于）